# Ernst Langguth

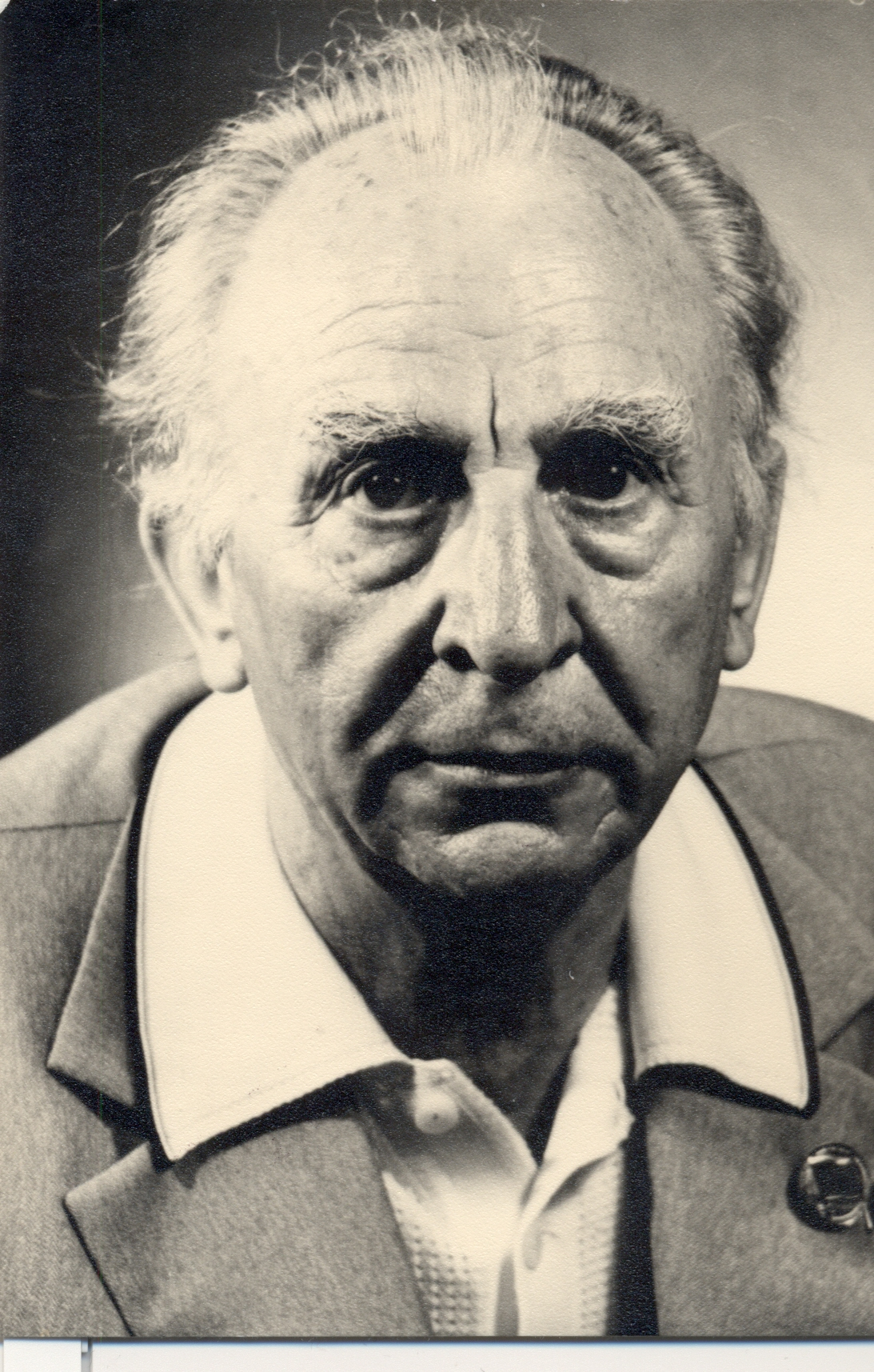
Ernst Langguth (um 1978)

Ernst Langguth (* 28. September 1908 in Berlin; † 15. September 1983) war ein deutscher Widerstandskämpfer gegen den Faschismus und Parteifunktionär (KPD und SED).

## Leben
Langguth war ein Sohn eines Tischlers und einer Näherin. Er wuchs im Berliner Stadtteil Prenzlauer Berg mit einem Bruder und einer Schwester auf. Durch seine Eltern, die beide politisch engagiert waren, kam er mit der Kommunistischen Partei in Kontakt. Er wurde 1919 Mitglied der kommunistischen Jugendgruppe und 1920 Mitbegründer der kommunistischen Kindergruppe „Prenzlauer Vorstadt“. 1921 wurde er Mitglied im KJVD, 1922 war er Delegierter beim ersten Reichskongress der kommunistischen Kindergruppen in Suhl. 1922 wurde er auch Mitglied der Naturfreunde und 1926 im Sportverein „Fichte“.
Nach dem Besuch der Volksschule begann er 1922 eine Tischlerlehre und wurde Mitglied im Deutschen Holzarbeiter-Verband (DHV), ab September 1922 war er Mitglied der Jugendleitung des DHV. 1923/24 war er Leiter der KJVD-Gruppe Helmholtzplatz im Bezirk Berlin-Prenzlauer Berg sowie Gruppenleiter der „Naturfreunde“. Ab 1926 war er arbeitslos und ging auf Wanderschaft durch Deutschland. 1927 wurde er Jugendleiter des Arbeiter-Radfahrerbundes „Solidarität“ für Berlin.
Im Februar 1928 wurde er KPD-Mitglied und trat dem Bund der Freunde der Sowjetunion bei. Ab Oktober 1928 war Langguth als Tischler am Schillertheater tätig. Hier war er Begründer der Betriebszelle der KPD und der RGO, bei der er überregional zum Sektionsleiter „Bühne“ wurde. Außerdem war er der Politische Leiter der RGO-„IG Film-Bühne-Musik“ für Berlin-Brandenburg.
1931/32 war Langguth stellvertretender Leiter des KPD-Abwehrapparates für die Berliner Bezirke Prenzlauer Berg, Weißensee und Pankow. Ende 1932 wurde er Leiter der Abteilung für Agitation und Propaganda im KPD-Unterbezirk „Prenzlauer Berg“ sowie Mitglied der KPD-Betriebszelle im Gaswerk Danziger Straße. Nach der nationalsozialistischen Machtergreifung 1933 wurde er Organisationsleiter des illegalen Unterbezirks Berlin-Prenzlauer Berg der KPD.
Am 5. März 1933 wurde er von SA-Angehörigen verhaftet und in der SA-Kaserne Hedemannstraße in Berlin-Kreuzberg und im Polizeipräsidium Alexanderplatz inhaftiert. Nach der Haftentlassung war er wegen der erlittenen Folter zwei Monate krank. Er lebte „illegal“ bei seiner Schwester in Berlin-Prenzlauer Berg. Nach der Genesung beteiligte er sich erneut am Widerstand gegen den Nationalsozialismus im Unterbezirk Berlin-Prenzlauer Berg der KPD. Er wurde wieder Mitglied der Leitung und übernahm die Verantwortung für die Redigierung illegaler Zeitungen und Flugblätter, er beteiligte sich an der Schaffung neuer illegaler Zeitungen und am Umbau der illegalen Organisation. Außerdem war er Herausgeber der Zeitung Der Ausweg.

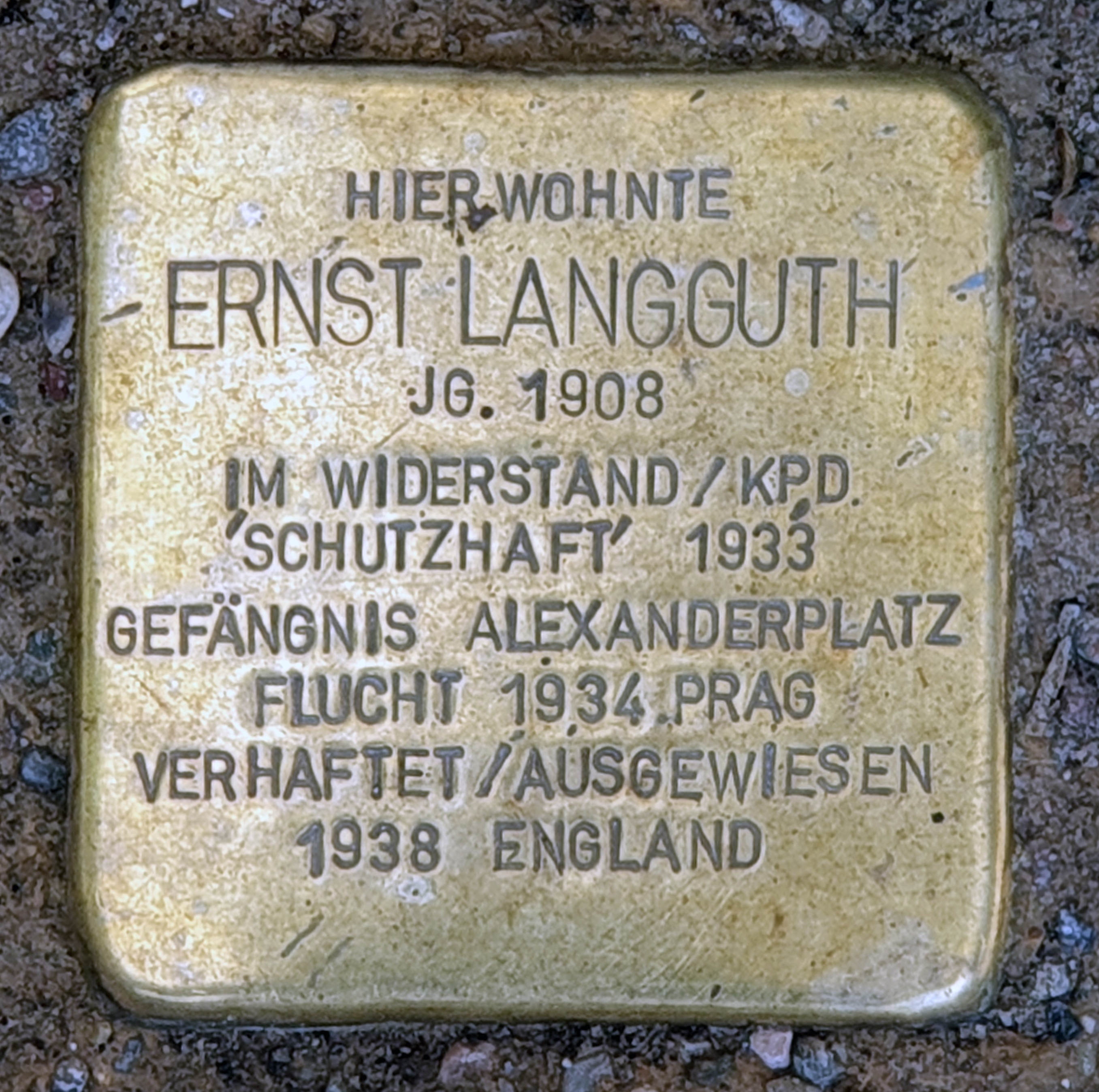
Stolperstein am Haus, Dunckerstraße 78, in Berlin-Prenzlauer Berg

Im April 1934 wurde Langguth wegen Verhaftungsgefahr von der KPD nach Prag entsandt. Dort war er in der Leitung der KPD-Emigrantenorganisation tätig. 1935 wurde er Politischer Leiter der KPD-Emigranten in Mährisch-Ostrau, wo er allerdings nach kurzer Zeit verhaftet und ausgewiesen wurde. Danach lebte er 37 Monate illegal in Prag. In dieser Zeit übernahm er weitere Funktionen für die KPD, als Organisationsleiter der KPD, ab 1936 als Abschnittsleiter für die KPD-Kuriere nach Deutschland in Teplitz-Schönau, dann Leiter der Solidaritätsbewegung in tschechoslowakischen Betrieben für Deutschland. 1937 wurde er Organisationsleiter der KPD-Emigration für die ČSR und Lehrer an KPD-Parteischulen. Mehrmals wurde er zu Kurierreisen nach Berlin geschickt. Anfang 1938 wurde er zum Abschnittsleiter der KPD für Nordbayern, Vogtland und Thüringen mit Sitz in Aš ernannt. Infolge einer Denunziation wurde er erneut verhaftet und nach mehreren Wochen Gefängnis ausgewiesen.
Er emigrierte deswegen im November 1938 nach England und wurde dort Politischer Leiter der KPD-Gruppe in Bristol. Im Juni 1941 wurde er als „feindlicher Ausländer“ interniert, aber nach einigen Monaten wieder entlassen. Langguth war nach der Internierung Waldarbeiter in Wales. Ab Januar 1942 lebte er in Glasgow, er wurde dort erneut Organisationsleiter, Agit-Prop-Leiter und später Politischer Leiter der KPD sowie Politischer Sekretär der „Bewegung freies Deutschland für Schottland“. Außerdem wurde er Funktionär in den schottischen Gewerkschaften und Mitglied des Betriebsrats in der schottischen Konsumgenossenschaft, Abt. Transport sowie Mitglied des Glasgower Gewerkschaftsrates.
Wegen seiner aktiven Widerstandsarbeit wurde er vom Volksgerichtshof in Abwesenheit wegen Hochverrats zum Tode verurteilt.
Langguth heiratete am 16. September 1944 Ilse Schlesinger, mit der er eine Tochter (geb. 1947) und einen Sohn (geb. 1949) hatte. Seine Frau Ilse Langguth ist am 1. Juli 2022 im 101. Lebensjahr verstorben.
Am 22. August 1946 kehrte Langguth mit seiner Ehefrau nach Berlin zurück und wurde Mitglied der SED. Er wurde zum Leiter des Sekretariats des FDGB im Land Brandenburg ernannt. Im Januar 1947 wurde er Instrukteur des Landesverbandes Berlin der SED für Gewerkschaftsfragen in Berlin und anschließend Mitglied der Organisationsabteilung. Ab dem 12. Januar 1948 war er Kreisvorsitzender der SED, zuerst in Berlin-Pankow und dann in Berlin-Weißensee. Von September 1949 bis Mai 1950 besuchte er die Parteihochschule der SED. Danach erhielt er die Funktion des Sekretärs des Ausschusses der Nationalen Front in Berlin. Anschließend war er eine Zeit lang in der Zentralverwaltung der Gewerkschaft Land und Forst sowie in einer Vereinigung Volkseigener Betriebe tätig.
Von 1955 bis 1968 war Langguth politischer Mitarbeiter im ZK der SED. Auf Grund seiner langjährigen Erfahrungen in der illegalen Parteiarbeit wurde er nach dem Verbot der KPD in der Bundesrepublik Deutschland 1956 zur Unterstützung der politischen Arbeit der KPD eingesetzt.
Aus gesundheitlichen Gründen wurde er später wissenschaftlicher Mitarbeiter im Institut für Marxismus-Leninismus beim ZK der SED. Er ist bestattet in der Gräberanlage für Opfer des Faschismus und Verfolgte des Naziregimes auf dem Zentralfriedhof Friedrichsfelde in Berlin.

## Schriften
- Erinnerungen des Genossen Ernst Langguth über die Parteiarbeit der KPD-Unterbezirksleitung Berlin-Prenzlauer Berg/Nordring in der Zeit vom Frühjahr 1932 bis Frühjahr 1934. Herausgegeben von der Kommission zur Erforschung der Geschichte der örtlichen Arbeiterbewegung bei der SED-Kreisleitung Berlin-Prenzlauer Berg; Berlin-Prenzlauer Berg 1980 online (PDF; 191 kB).